# The Night (novela)
The Night es la primera novela del escritor venezolano Rodrigo Blanco Calderón. Fue escrita en Caracas y publicada en España por primera vez por la editorial Alfaguara. La obra fue galardonada con el Premio Bienal de Novela Mario Vargas Llosa y el Prix Rive Gauche à Paris du Livre Étranger.
La novela transcurre en una simbólica y real oscuridad provocada por los apagones de la ciudad de Caracas (aunque también nos trasladaremos a Praga, París o Varsovia de los años sesenta, o la Valera de los años cuarenta), y entre las temáticas que aborda se encuentran la violencia política, el caos, la impunidad y la propia aniquilación de una sociedad, el proceso de escritura y los escritores marginales.
La novela ha sido traducida al neerlandés, inglés, checo, francés.

## Argumento
The Night narra la vida de dos amigos que se reúnen en el restaurente Chef Woo de Los Palos Grandes, y hablan sobre la escalada de violencia política y social que vive la ciudad de Caracas, de esta manera desatan un coro de voces, de tramas y subtramas, de juegos metaficcionales, intertextuales, de hipertextos, que intentan explicar la Venezuela del siglo XX y XXI.
La novela lleva este título en homenaje al álbum homónimo de la banda estadounidense Morphine.

## Temas

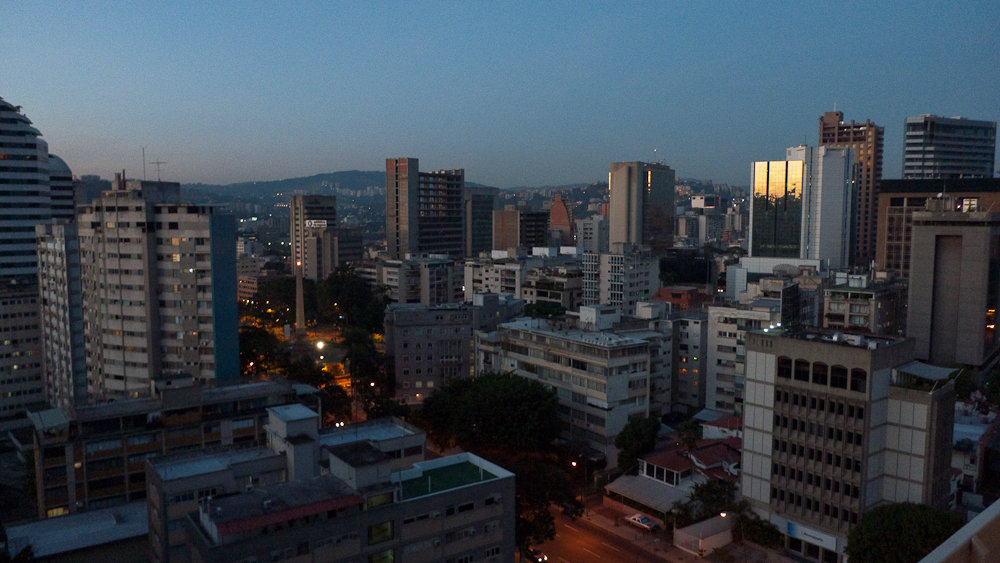
La ciudad de Caracas a punto de anochecer.

Dos grandes temas atraviesan la novela. Por un lado la violencia y la oscuridad, tratados a través de la persecución política ejercida durantes los años de los gobiernos de Marcos Pérez Jiménez y posteriormente de Hugo Chávez, y de la corrupción y la impunidad del poder judicial frente a la violencia feminicida. Por otra parte, la fragilidad del escritor y el proceso de escritura, tratado a través de la vida y obra de autores raros, marginales, como Darío Lancini, Antonieta Madrid, Lourdes Sifontes Greco (que sirve de inspiración para el personaje de Pedro Álamo), Víctor Teixeira (Víctor Villanueva en On the road de Jack Kerouac), o Salustio González Rincones.

## Personajes

### Principales
- Matías Rye, escritor que dicta un taller literario y que se encuentra escribiendo una novela llamada The Night, sobre los crímenes cometido por el famoso psiquiatra venezolano Edmundo Montesinos. Matías es paciente de Miguel Ardiles.
- Miguel Ardiles, psiquiatra y es tallerista de Matía Rye. Miguel Ardiles es un personaje recurrente en la obra de Blanco Calderón y aparece también en la novela Simpatía.
- Pedro Álamo, publicista, tallerista de Matías Rye. Es autor de un solo relato publicado (catalogado de incompresible, ilegible y heredero de la tradición experimental de Oswaldo Trejo) que resultó ganador del Concurso Anual de Cuentos de El Nacional. Álamo aparece en otros textos de Blanco Calderón y estaría basado en la escritora venezolana Lourdes Sifontes Greco, autora del cuento Evictos, invictos y convictos.

### Secundarios
- Darío Lancini, poeta venezolano, palindromista. Esposo de Antonieta Madrid.
- Antonieta Madrid, escritora y diplomática venezolana. Esposa de Darío Lancini.
- Sara Calcaño, estudiante de letras que habría sido expulsada de la Universidad Central de Venezuela, participante del Miss Venezuela y directora de un taller de poesía. Sara Calcaño también aparece en otros textos del autor.
- Margarita Lambert, tallerista de Matías Rye.
- Edmundo Montesinos, psiquiatra y asesino.
- Mark Sandman, cantante, compositor, multinstrumentista e inventor de instrumentos musicales. Líder y fundador de la banda Morphine.

## Recepción
Christopher Domínguez Michael en el El Universal calificó a The Night como heredera de un linaje de "novela total latinoamericana", que incluye a los escritores del boom y a Bolaño, mientras que Juan Jesús Armas Marcelo la considera una novela atrevida en la estructura, finísima y elegante en su prosa narrativa, con personajes muy claros y contundentes. Para Rosa Beltrán se trata de una obra “impresionante, ambiciosa, que aspira a ser una novela total”.
En una crítica menos positiva, Carlos Prado, para Babelia, considera que se trata de una novela coral, muy ambiciosa y violenta, que en su opinión no termina de cuajar, quizá por el "peso de lo premeditadamente literario". David Pérez Vega para Público también resalta lo ambicioso de The Night, aunque a su parecer la trama se va diluyendo y "Blanco Calderón daba paso a contar la historia de muchos personajes que se escapaban de una idea de trama principal."

## Traducciones
La traducción de The Night representa grandes retos, gracias al uso de juegos de palabras, anagramas y palídromos.